# Gare de Colomiers-Lycée International
La gare de Colomiers-Lycée International est une halte ferroviaire française de la ligne de Saint-Agne à Auch, située sur le territoire de la commune de Colomiers, dans le département de la Haute-Garonne en région Occitanie.
C'est un point d'arrêt sans personnel de la Société nationale des chemins de fer français (SNCF), desservi par des trains TER Occitanie.

## Situation ferroviaire
Édifiée à 173 mètres d'altitude, la halte de Colomiers-Lycée International est située au point kilométrique (PK) 18,750 de la ligne de Saint-Agne à Auch, entre les gares de Colomiers et de Pibrac.

## Fréquentation
De 2015 à 2023, selon les estimations de la SNCF, la fréquentation annuelle de la gare s'élève aux nombres indiqués dans le tableau ci-dessous.
| Année               | 2015    | 2016    | 2017    | 2018    | 2019    | 2020    | 2021    | 2022    | 2023    |
| ------------------- | ------- | ------- | ------- | ------- | ------- | ------- | ------- | ------- | ------- |
| Nombre de voyageurs | 255 183 | 251 010 | 233 161 | 181 352 | 174 685 | 138 766 | 134 118 | 158 547 | 196 230 |

## Service des voyageurs

### Accueil
Halte SNCF c'est un point d'arrêt non géré (PANG) à entrée libre. Elle est équipée d'un quai avec abri et d'un abri à vélo sécurisé.

### Desserte
Colomiers-Lycée International est desservie par des trains TER Occitanie qui effectuent des missions entre les gares de Toulouse-Matabiau et d'Auch ou de L'Isle-Jourdain, à raison de deux trains par heure en heures de pointe et d'un train par heure en heures creuses. Le temps de trajet est d'environ 25 minutes depuis Toulouse-Matabiau et de 1 heure 5 minutes depuis Auch.